# Cristal líquido

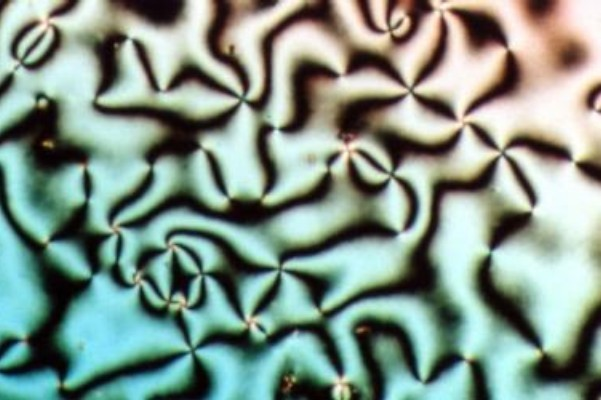
Textura de Schlieren de la fase nemática cristal líquido

El cristal líquido es un tipo especial de estado de agregación de la materia que tiene propiedades de las fases líquida y sólida. Dependiendo del tipo de cristal líquido, es posible, por ejemplo, que las moléculas tengan libertad de movimiento en un plano, pero no entre planos, o que tengan libertad de rotación, pero no de traslación.

## Historia

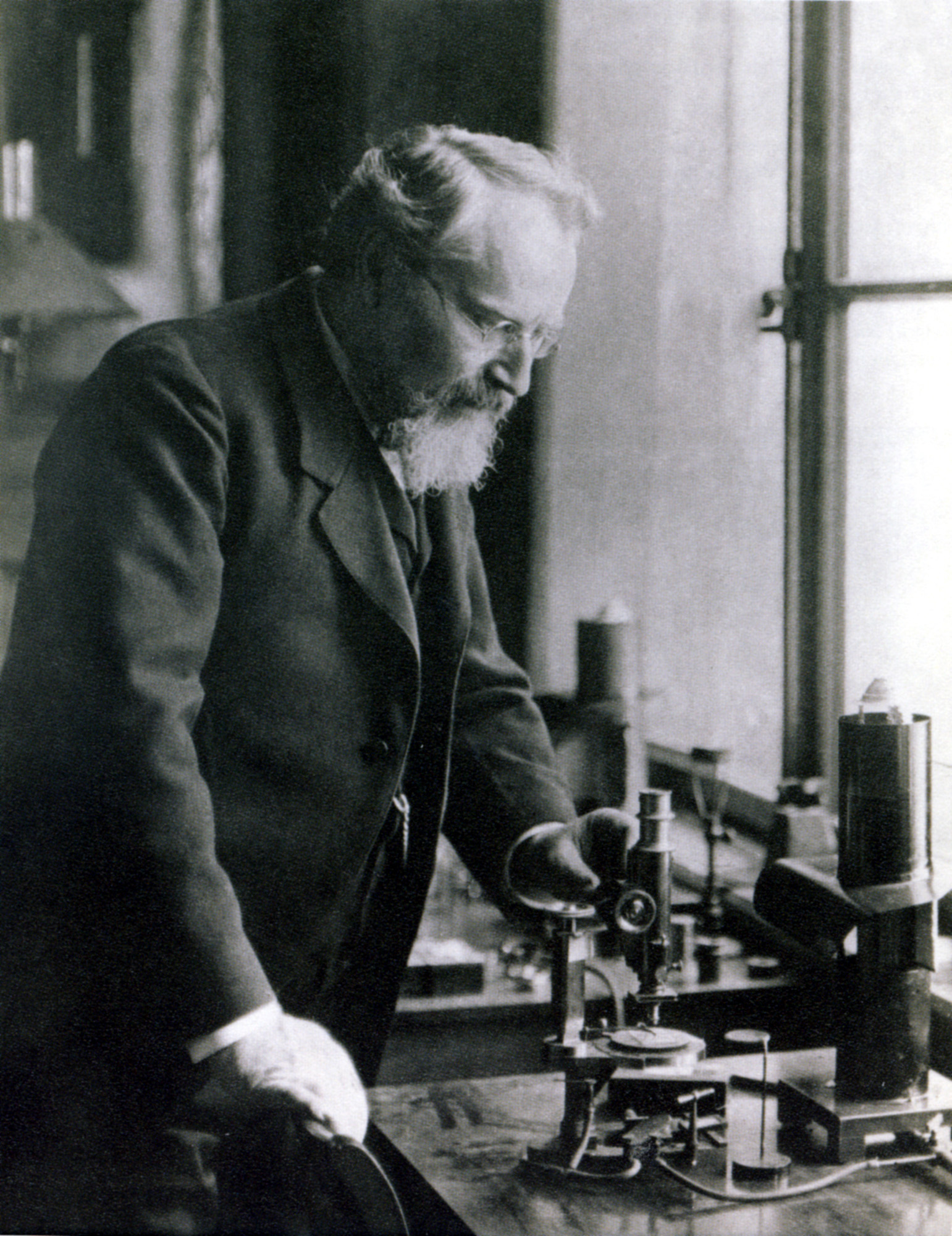
Otto Lehmann

Se suele atribuir el descubrimiento de los cristales líquidos al botánico Friedrich Reinitzer que en 1888 encontró una sustancia que parecía tener dos puntos de fusión. Un año más tarde Otto Lehmann solventó el problema con la descripción de un nuevo estado de la materia medio entre un líquido y un cristal. Finalmente, Friedel, en 1922, fue quien habló por primera vez de "mesofase".
En 1888, cuando Friedrich Reinitzer estudiaba derivados del colesterol encontró un compuesto que parecía tener dos puntos de fusión; en principio, los cristales se fundían generando un fluido denso y opaco. Luego, a una temperatura superior, éste se convertía en un líquido transparente parecido al agua. Para caracterizar un compuesto sólido se obtiene un cristal y se mide su punto de fusión. Si la sustancia es pura, su temperatura
de fusión es constante; de otro modo, se trata de una mezcla. Hasta entonces (1888), solo se conocían tres fases de la materia: sólido, líquido y gas; pero al observar, con un microscopio de polarización, este fluido denso mostraba una estructura interna característica de los cristales sólidos. Esto parecía ser el descubrimiento de una nueva fase de la materia. Estimulados por esto, los científicos comenzaron la búsqueda de otras sustancias que también mostraran la llamada mesofase, es decir, sustancias líquidas con una estructura interna en un rango constante de temperatura.
Se buscaron varios derivados del colesterol que se comportaban así. Se llevaron a cabo diferentes medidas y se propusieron teorías para predecir
la existencia de la mesofase (fase entre el estado sólido y líquido ). Estas teorías en un principio solo consideraban moléculas tipo bastón pero actualmente abarcan también otras moléculas no esféricas (anisótropas).
Las moléculas de un cristal líquido pueden desplazarse unas respecto a otras con bastante facilidad, de forma semejante a las de un líquido. Sin embargo, todas las moléculas de un cristal líquido tienden a estar orientadas del mismo modo, algo similar a la estructura molecular de un cristal sólido. Los cristales líquidos solo mantienen su doble naturaleza sólida y líquida en un determinado rango de temperaturas y presiones. A temperaturas altas o presiones bajas, el orden de la orientación da paso a las rotaciones moleculares aleatorias, con lo que el cristal líquido se convierte en un líquido normal. Cuando la temperatura es lo bastante baja o la presión es lo bastante alta, las moléculas de un cristal líquido ya no pueden desplazarse entre sí con facilidad, y el cristal líquido pasa a ser un sólido normal.
En 1970 se demostró que la corriente eléctrica de baja intensidad cambia la estructura interna de la mesofase, también llamada "estado mesomórfico", lo que provoca variaciones en las propiedades ópticas de los líquidos. También es posible manipular las propiedades ópticas de un cristal líquido sometiéndolo a un campo magnético que, como un campo eléctrico, cambia la orientación de sus moléculas. 
El descubrimiento de 1970 abrió la puerta a los primeros aparatos de cristal líquido los cuales requieren menos energía para su funcionamiento. Gracias a esto, los aparatos eléctricos empezaron a ser portátiles. Los primeros cristales líquidos fueron utilizados en calculadoras.
Debido al desarrollo de nuevas sustancias mesomórficas (más flexibles y menos sensibles a las condiciones externas) y a mejoras tecnológicas, la actual pantalla de cristal líquido, llamada LCD, es más nítida, está llena de colorido y proporciona prestaciones similares a las de los aparatos de tubos de rayos catódicos, que consumen grandes cantidades de energía.

## Características y tipos

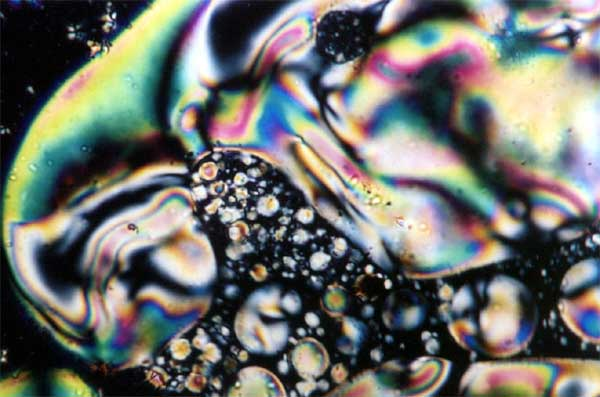
Textura de un cristal líquido en fase nemática.

La principal característica de estos compuestos es que sus moléculas son altamente anisótropas en su forma, pueden ser alargadas, en forma de disco u otras más complejas como forma de piña. A diferencia de los cristales (orientación a largo alcance y posiciones ordenadas a largo alcance), los CL tienen una orientación a largo alcance, pero posiciones ordenadas a corto alcance. Además, contienen intrínsecas propiedades físicas anisótropas. En función de esta forma el sistema puede pasar por una o más fases intermedias (mesofases) desde el estado cristalino hasta el líquido. En estas mesofases el sistema presenta propiedades intermedias entre un cristal y un líquido.

### Cristales líquidos termotrópicos

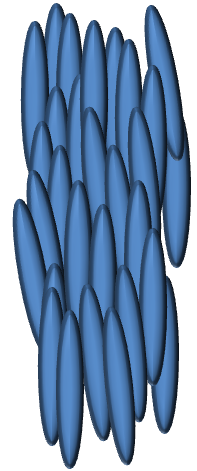
Alineamiento de las moléculas en la fase nemática

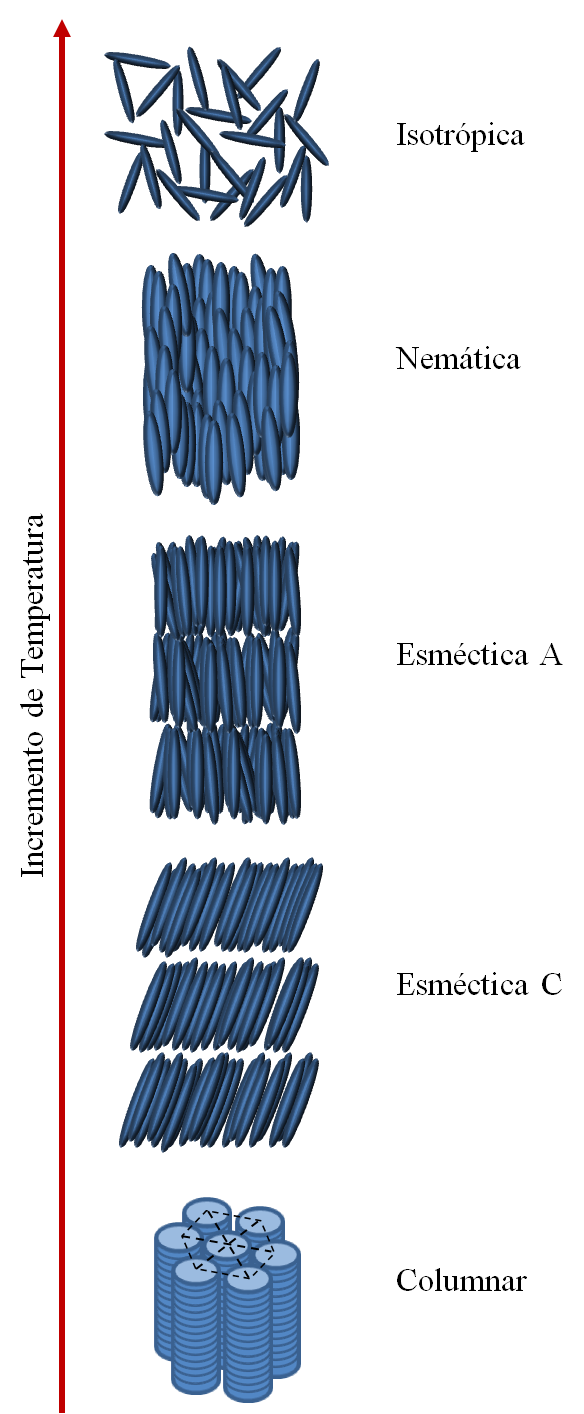
Esquema que clasifica las diferentes fases que se presentan, por orden de temperatura.

Las fases termotrópicas son aquellas que ocurren en rangos determinados de temperatura; si la temperatura es muy alta, la energía cinética rompe el orden de las moléculas del cristal líquido, provocando una transición a una fase líquida isotrópica como la de cualquier otra sustancia; si la temperatura es muy baja, la mayoría de los cristales líquidos se solidifican formando cristales convencionales.
Varios cristales líquidos sufren transiciones a través de una variedad de fases diferentes cuando la temperatura varía.

#### Fase nemática

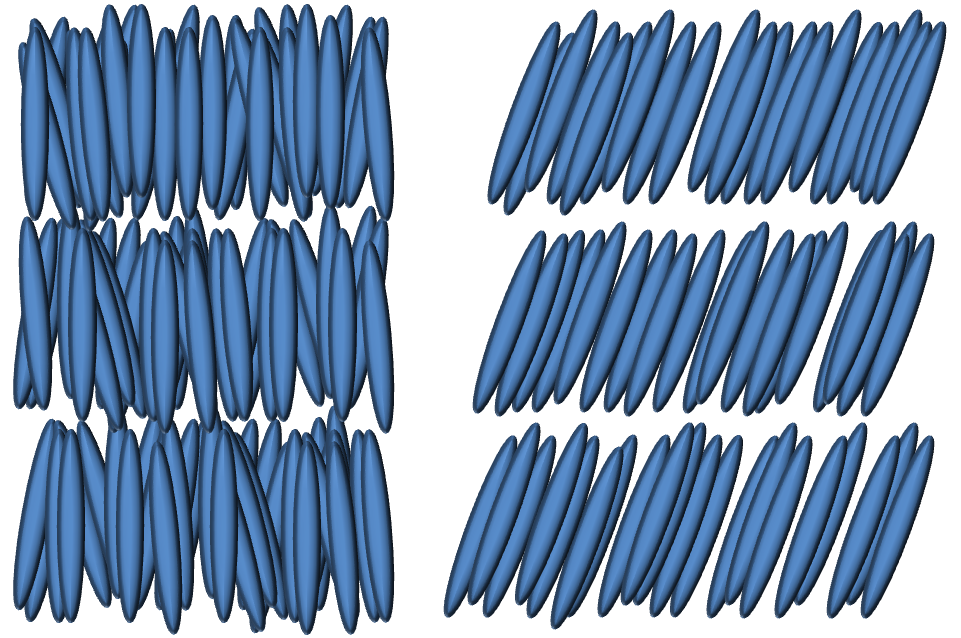
Ordenamiento de las moléculas en la fase esméctica A (Izquierda), las cuales están organizadas en capas; en la fase esméctica C (derecha), las moléculas están inclinadas dentro de cada capa.

Una de las fases de cristales líquidos más comunes es la nemática. La palabra nemática viene del griego νήμα (nema), que significa “hilo”. Este término se origina de los defectos topológicos que se observan en los cristales líquidos nemáticos, los cuales se denominan formalmente como “disclinaciones”. Los Nemáticos también exhiben defectos topológicos llamados “erizos”. En una fase nemática, las moléculas orgánicas calamíticas o con forma de vara no tienen un orden posicional, pero se alinean automáticamente para tener un orden direccional de largo alcance con sus ejes longitudinales más o menos paralelos; por lo tanto, las moléculas son libres de fluir y el centro de las posiciones de sus masas se distribuye al azar como en un líquido, pero mantienen su origen direccional de largo alcance. La mayoría son cristales líquidos nemáticos monoaxiales: tienen un eje que es más largo y preferido, con los otros dos siendo equivalentes (pueden aproximarse como cilindros o varillas). Sin embargo, algunos cristales líquidos son nemáticos biaxiales, lo que significa que, además de la orientación de su eje largo, también se orientan a lo largo de un eje secundario. Los nemáticos tienen una fluidez similar a la de los líquidos comunes (isotrópicos) pero pueden ser fácilmente alineados por un campo eléctrico o magnético externo. Los cristales líquidos nemáticos alineados tienen las propiedades ópticas de los cristales monoaxiales y esto los hace muy útiles en pantallas de cristal líquido (LCD).

#### Fase esméctica
Las fases esmécticas, las cuales se presentan a temperaturas más bajas que la nemática, forman capas bien definidas que se pueden deslizar una sobre otra de una forma similar al jabón. La palabra “esméctica” se origina de la palabra latina “smecticus”, que significa limpieza o tener propiedades similares al jabón. Las esmécticas son, entonces, posicionalmente ordenadas a lo largo de una dirección. En la fase esméctica A, las moléculas se orientan a lo largo de una capa normal, mientras que en la fase esméctica C éstas se inclinan lejos de la capa normal. Estas fases son de tipo líquido dentro de las capas. Hay varias formas diferentes de fases esmécticas, todas caracterizadas por tipos diferentes y grados de orden direccional y posicional.

#### Fase quiral

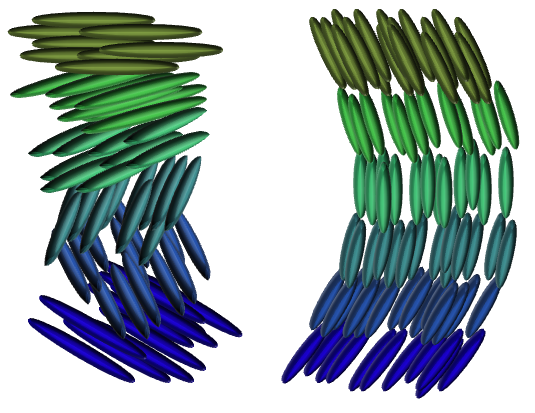
Esquema del ordenamiento en fases de cristales líquidos quirales. La fase quiral nemática (izquierda), también llamada fase colestérica, y la fase esméctica C* (derecha).

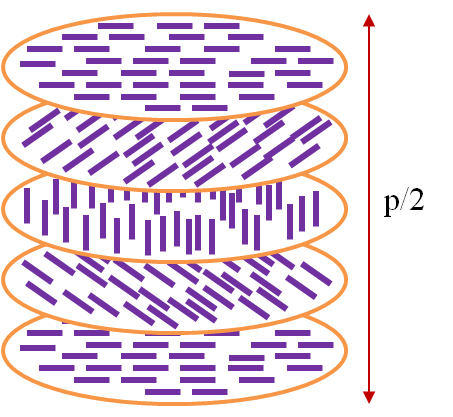
Fase nemática quiral; "p" se refiere al tono quiral.

La fase quiral nemática presenta quiralidad (lateralidad). Esta fase suele llamarse “fase colestérica” porque fue observado por primera vez para los derivados del colesterol. Solo las moléculas quirales (es decir, aquellas que no tienen planos internos de simetría) pueden dar lugar a esta clase de fases. Esta fase exhibe una torsión de las moléculas perpendicular al eje director, con el eje molecular paralelo al director. El ángulo de torsión finito entre moléculas adyacentes se debe a su empaquetamiento asimétrico lo que, en consecuencia, resulta en un orden quiral de mayor alcance. En la fase esméctica C* (el asterisco indica una fase quiral), las moléculas tienen un ordenamiento posicional en una estructura de capas (como en las otras fases esmécticas), con las moléculas siendo inclinadas en un ángulo finito con respecto a la capa normal. La quiralidad induce un giro azimutal finito de una capa a la siguiente, produciendo una torsión en espiral del eje molecular a lo largo de la capa normal.
El tono quiral (denominado como p por su palabra en inglés “pitch”), se refiere a la distancia a la que las moléculas de cristal líquido pasan por una rotación total de 360° (pero nótese que la estructura de la fase quiral nemática se repite cada medio tono ya que, en esta fase, los directores a 0° y 180° son equivalentes). El tono quiral, p, generalmente cambia cuando es alterada la temperatura o cuando otras moléculas son añadidas al material de cristal líquido base (un material de base aquiral formará una fase quiral si se dopa con un material quiral), permitiendo que el tono de un material determinado pueda ser ajustado. En algunos sistemas de cristales líquidos, el tono tiene el mismo orden de magnitud que las longitudes de onda de la luz visible. Esto provoca que estos sisteman presenten propiedades ópticas únicas, como la reflexión de Bragg y una emisión láser de umbral bajo, las cuales se aprovechan en un amplio número de aplicaciones ópticas. Para el caso de la Reflexión de Bragg, solo la reflexión de menor orden se permite si la luz se incide a lo largo del eje de hélice, mientras que para la incidencia oblicua se permiten las reflexiones de mayor orden. Los cristales líquidos colestéricos también exhiben la propiedad única de que reflejan la luz polarizada de forma circular cuando ésta se incide en el eje de hélice y reflejan la que está elípticamente polarizada si se incide en forma oblicua.

#### Fase azul
Las fases azules aparecen en un intervalo de temperatura entre una nemática quiral y una líquida isotrópica. Las fases azules tienen una estructura cúbica tridimensional regular de defectos con períodos de red de varios cientos de nanómetros y, por lo tanto, exhiben reflexiones de Bragg selectivas en el rango de longitudes de onda de la luz visible correspondientes a la red cúbica. Se predijo teóricamente en el año 1981 que estas fases pueden poseer simetría icosaédrica similar a los cuasicristales.
A pesar de que las fases azules son de interés para los modeladores rápidos de luz o los cristales fotónicos sintonizables, existen en un rango de temperatura muy limitado, con valores que varían en unos pocos Kelvin; recientemente, la estabilización de fases azules sobre un rango de temperatura de más de 60 K, incluyendo temperatura ambiente (260-326K), se ha demostrado. Las fases azules estabilizadas a temperatura ambiente permiten una conmutación electro-óptica con tiempos de respuesta en el orden de 10−4 s.
En mayo del 2008 se desarrolló el primer panel de LCD en modo de Fase Azul.

#### Fase columnar

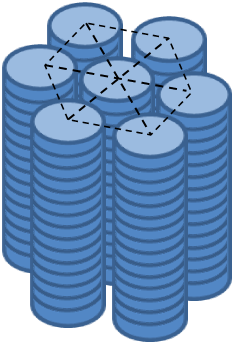
Fase columnar hexagonal.

La fase columnar es una clase de mesofase en donde las moléculas se ensamblan en estructuras cilíndricas para actuar como mesógenos. Originalmente, esta fase de cristal líquido fue llamada “cristal líquido discótico” porque las estructuras columnares son compuestas por moléculas empaquetadas en forma de discos. Ya que las investigaciones recientes proveen un número de cristales líquidos columnares que consisten en mesógenos no-discóticos, es más común clasificar esta fase y a los compuestos con estas propiedades como cristales líquidos columnares.
El otro tipo de CL en cuanto a esta clasificación es el "liotrópico", el cual obtiene distintas colocaciones en función del número de moléculas que lo compongan.
Algunas de estas moléculas nemáticas presentan propiedades ópticas según su orientación permitiendo o impidiendo el paso de la luz o actuando sobre su polarización. Su aplicación más directa es para la fabricación de pantallas de cristal líquido.
Otra categoría existente es la de los cristales líquidos liotrópicos, formados por agregados de moléculas anfifílicas (moléculas que poseen, en su misma estructura, regiones hidrofóbicas e hidrofílicas) cuando son colocadas en un medio polar (agua) o apolar (solvente orgánico).

## Cristales líquidos biológicos
Las nanoestructuras liotrópicas de cristal líquido (cristales líquidos biológicos) son abundantes en los seres vivos. Por consiguiente, los cristales líquidos liotrópicos atraen la atención particular en el campo de la química biomimética. En particular, las membranas biológicas y las membranas de las células son una forma de cristal líquido. Sus moléculas dispuestas en forma de barra (por ejemplo, los fosfolípidos o las lecitinas) son organizadas perpendicularmente a la superficie de la membrana, la membrana es entonces líquida y elástica. Las moléculas del componente pueden fluir fácilmente, pero tienden a no salir de la membrana, y pueden desplazarse de un lado a otro de la membrana con alguna dificultad. Estas fases del cristal líquido en la membrana pueden recibir e introducir las proteínas importantes como si fuesen libremente receptores "flotantes", o por fuera de la membrana.
Muchas otras estructuras biológicas exhiben la conducta de cristal líquido. Por ejemplo, la solución concentrada de la proteína que es arrojada por una araña para generar seda de araña es, de hecho, una fase de cristal líquido ,. El orden preciso de las moléculas en la seda es crítico para darle su conocida fuerza. El ADN y muchos polipéptidos conforman fases de cristal líquido.

## Reordenamiento molecular
El mecanismo básico y la dinámica de reordenamiento molecular en cristales líquidos es considerablemente diferente en la fase isotrópica y la fase líquido-cristalina. En la fase isotrópica las moléculas están aleatoriamente orientadas; un campo láser puede forzar a la molécula para alinearse en la misma dirección del campo óptico a través de la interacción dipolar. En la fase líquido-cristalina las moléculas están ya alineadas en una dirección caracterizada por el eje principal. En la presencia de campos, el sistema puede asumir una nueva configuración, es decir, el eje principal puede alinearse en alguna nueva dirección para minimizar la nueva energía total del sistema.

### Reordenamiento molecular en la fase isotrópica
Considere la fase isotrópica (es decir, líquida). Si el láser está polarizado en la dirección x, la polarización inducida en dicha dirección es:

{\displaystyle P_{x}=\varepsilon _{0}\Delta \chi _{xx}^{op}E_{x}.}

Donde {\displaystyle \Delta \chi _{xx}^{op}} es el cambio inducido ópticamente en la susceptibilidad. Escribiendo esta polarización en términos de la susceptibilidad promedio {\displaystyle {\overline {\chi }}} y la susceptibilidad anisotrópica {\displaystyle \triangle \chi ,} la polarización {\displaystyle P_{x}} es dada por:

{\displaystyle P_{x}=\left[\varepsilon _{0}{\overline {\chi }}+\varepsilon _{0}{\frac {2}{3}}\Delta \chi QE_{x}\right]=P_{x}^{L}+P_{x}^{NL},}

donde

{\displaystyle P_{x}^{NL}=\varepsilon _{0}{\frac {2}{3}}\Delta \chi QE_{x},}

donde Q es el parámetro de orden. En general se requieren pulsos láser muy intensos (MW/cm²) para crear un apreciable alineamiento molecular en la fase isotrópica. Para describir cuantitativamente este efecto inducido por el láser, se necesita una aproximación dependiente del tiempo, de la que el parámetro de orden es directamente proporcional a {\displaystyle Q\sim \vert E\vert ^{2},} y por tanto la polarización no lineal es proporcional a {\displaystyle P_{xx}^{NL}\sim \vert E\vert ^{2}E,}
es decir, de tercer orden. En la vecindad de la temperatura de transición de fase {\displaystyle T_{c},} las correlaciones moleculares en cristales líquidos dan algo interesante llamado “Pretransitional phenomens”, esto es manifestado con la dependencia crítica del cambio en el índice refractivo inducido por láser y la respuesta en el tiempo en la temperatura. En un caso particular, Hanson et, (1977) encontraron que el coeficiente no lineal {\displaystyle n_{2}} y la respuesta en el tiempo son dadas por

{\displaystyle n_{2}={\frac {2,54\times 10^{-15}}{n_{0}(T-T^{*})}}{\frac {m^{2}K}{W}},T>T^{*},}

{\displaystyle \tau ={\frac {e^{2800K/T}}{T-T^{*}}}7\times 10^{-11}nsK,T>T^{*},}

donde {\displaystyle T^{*}=77^{\circ }C} es la temperatura de transición de fase del cristal líquido. En el rango de temperatura de 130 para {\displaystyle 80^{\circ }}, {\displaystyle n_{2}} varía de 3.2 a {\displaystyle 60\times 10^{-13}cm^{2}/W}; y {\displaystyle \tau } varía de 1 a 72ns. Estos valores de {\displaystyle n_{2}} son 10 a 200 veces mayores que los del carbón disulfide.

### Reordenamiento molecular en la fase de cristal líquido, nemática

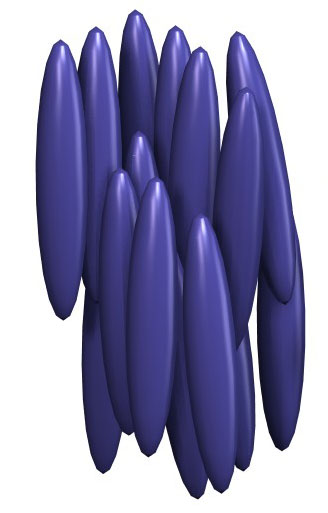
Alineamiento en fase nemática.

Los materiales de cristal-líquido poseen propiedades ópticas no lineales aún más fuertes en la fase líquido-cristalino que en la fase isotrópica, teniendo una respuesta no lineal efectiva que puede ser {\displaystyle 10^{9}} veces mayor que la del carbonato de disulfide {\displaystyle CS_{2}.}
Aquí aparece otra vez el mecanismo de orientación molecular, por tanto en este caso el proceso envuelve orientación colectiva de muchas moléculas interagentes. En la fase nemática la reorientación del eje director por un campo óptico aplicado resulta de la tendencia del sistema para asumir la configuración con la mínima energía libre. La energía libre total del sistema consiste de la energía de distorsión {\displaystyle F_{d}} y la energía de interacción dipolar {\displaystyle F_{op}}.
Consideremos como ejemplo un láser polarizado linealmente que incide en un cristal líquido nemático alineado homeotrópicalmente (NLC). El vector de propagación k del láser sigue un ángulo {\displaystyle (\beta +\theta } con el eje director perturbado:{\displaystyle \theta } es el ángulo de reorientación. Para este caso, si el ángulo de reorientación es pequeño, entonces solo se considera una constante elástica, la minimización de la energía libre total del sistema lleva a la ecuación de equilibrio de par

{\displaystyle K_{1}{\frac {d^{2}\theta }{dz^{2}}}+(n_{e}^{2}-n_{0}^{2}){\frac {\vert A\vert ^{2}}{4\pi }}\sin(\beta +\theta )=0.}

Para que una cierta distorsión del eje director pueda ocurrir, la intensidad del campo aplicado tiene que ser mayor que un cierto umbral para superar las fuerzas de viscosidad y elásticas del cristal líquido. Este umbral es llamado el umbral de Freedericksz y la transición de una configuración inicial a una nueva configuración es llamada transición Freedericksz o efecto Freedericksz. Si el campo externo es un campo óptico, el efecto es llamado Transición óptica Freedericksz (Optical Freedericksz Transition) (OFT). Ya que este efecto se origina en la reorientación colectiva de las moléculas del cristal líquido, es no lineal en la intensidad del campo aplicado (encima del umbral) y da algo para una respuesta no lineal grande, la cual ha sido referida como “’Giant Optical Nonlinearity’” (GON).
La ecuación anterior puede ser resuelta bajo las condiciones de frontera en los planos de la celda (z = 0) y (z = d) lo cual nos da un cambio en el índice refractivo promedio sobre la longitud de la celda, el cual es expresado como {\displaystyle \triangle n=n_{2}I=\alpha _{2}(z)I,} donde

{\displaystyle \alpha _{2}(z)=n_{2}={\frac {(n_{e}^{2}-n_{0}^{2})^{2}\sin ^{2}(2\beta )d^{2}}{24K_{1}c}}.}

Esta expresión puede ser evaluada para las condiciones {\displaystyle d=100\mu m}, {\displaystyle \triangle \varepsilon =(n_{e}^{2}-n_{0}^{2})^{2}=0,6}, {\displaystyle K_{1}=10^{-6}(dyne)} y {\displaystyle \beta =45^{\circ }}, dando

{\displaystyle n_{2}=5\times 10^{-7}m^{2}/W,}

este valor de {\displaystyle n_{2}} corresponde para {\displaystyle \chi ^{(3)}} del orden de {\displaystyle \chi _{esu}^{(3)}=9.5n_{2}(I)=9.54\times 5\times 10^{-3}\sim 5\times 10^{-2}esu}; donde {\displaystyle \chi _{esu}^{(3)}=3^{4}\times 10^{17}\chi _{SI}^{(3)}}

## Efectos de la temperatura en la densidad de los cristales líquidos
Otro mecanismo que puede dar un cambio en el índice refractivo, son cambios inducidos por láser en la temperatura {\displaystyle \Delta T} y densidad {\displaystyle \Delta \rho .} Físicamente estos cambios en la temperatura pueden ser originados por varias fuentes. Los cambios en la temperatura son una consecuencia natural de la absorción del láser vía transiciones electrónicas (a través de fotones del espectro visible) o vibracionales (a través de fotones del infrarrojo) y el subsecuente proceso de relajación de la energía no radiactiva o termalización inter e intra molecular. En la fase nematic los índices refractivos {\displaystyle n_{\bot }} y {\displaystyle n_{\Vert }} son altamente dependientes de la temperatura a través de su dependencia del parámetro de orden. Un cambio de la temperatura {\displaystyle \Delta T} puede manifestarse en un cambio en el índice refractivo {\displaystyle \Delta n} (ya sea para {\displaystyle n_{\bot }} o {\displaystyle n_{\Vert }}).

{\displaystyle \Delta n={\frac {dn}{dQ}}.{\frac {dQ}{dT}}\Delta T.}

Los cambios en la temperatura inevitablemente llevan a cambios de la densidad a través del acoplamiento termoelástico (i.e. expansión termal). Sin embargo, los cambios en la densidad pueden ser también debidos al efecto electrostrictivo, i.e., las moléculas del cristal líquido se mueven a la región del campo más intenso.
Sobre la acción de un campo óptico de duración arbitraria, aquí son muchos los mecanismos que pueden llevar a cambios en el índice refractivo del cristal líquido, para una orientación fija del eje director. El cambio total en el índice refractivo es generalmente dado por.

{\displaystyle \Delta n=\left({\frac {\partial n}{\partial T}}\right)_{\rho }dT+\left({\frac {\partial n}{\partial \rho }}\right)_{T}d\rho ^{T}+\left({\frac {\partial n}{\partial \rho }}\right)_{T}d\rho ^{e}+\left({\frac {\partial n}{\partial Q}}\right)_{T,\rho }dQ,}

donde el primer término es debido a cambios en la temperatura a través del proceso de absorción, el segundo término es el cambio en la densidad debido a la temperatura, el tercero es el cambio en la densidad debido al efecto electrostrictivo y el cuarto término es debido a cambios en el parámetro de orden.
Las ecuaciones que gobiernan los cambios en la temperatura y densidad inducidos por láser, son las ecuaciones hidródinamicas acopladas, de las que nosotros podremos obtener la respuesta en el tiempo caracterizando los efectos termales y de densidad, los cuales son dados por:

{\displaystyle \tau _{R}=\Gamma _{R}^{-1}={\frac {\rho _{0}C_{v}}{\lambda _{T}q^{2}}},}

{\displaystyle \tau _{B}=\Gamma _{B}^{-1}={\frac {2\rho _{0}}{\eta q^{2}}}.}

Donde {\displaystyle \Gamma _{R}^{-1}}, {\displaystyle \Gamma _{B}^{-1}}, son las constantes de decaimiento termal y de densidad, {\displaystyle \rho _{0}} es la densidad no perturbada del cristal líquido,{\displaystyle C_{v}} es el calor específico, {\displaystyle \lambda _{T}} es la conductividad termal y {\displaystyle \eta } es la viscosidad.
Para valores típicos de cristal líquido con {\displaystyle n=1.5}, {\displaystyle \eta =7\times 10^{-2}kgm^{-1}s^{-1}}, {\displaystyle \rho _{0}=10^{3}kgm^{-3}}, {\displaystyle {\frac {\lambda _{T}}{\rho _{0}C_{v}}}=0.79\times 10^{-7}m^{2}/s} para {\displaystyle \Lambda ={\frac {2\pi }{q}}=20\mu m}, tenemos que {\displaystyle \tau _{R}\simeq 100\mu s}, y {\displaystyle \tau _{B}\simeq 200ns.}
Las medidas experimentales han podido mostrar que los efectos termales son más viables para pulsos láser infrarrojos, que están típicamente en la escala de microsegundos, y por el contrario para pulsos láser de nanosegundos es preferible considerar solo efectos de la densidad en cambios en el índice refractivo.

## Efecto de la quiralidad
Como ya se ha descrito, la quiralidad en moléculas de cristal líquido por lo general dan lugar a mesofases quirales. Esto significa que la molécula debe tener alguna forma asimétrica, por lo general llamado centro estereogenico, sin embargo, una pequeña cantidad de dopante quiral en una mesofase de otro modo aquiral es a menudo suficiente para llevar a cabo una relación estable del dominio, haciendo que el sistema quiral general.
Fases quirales por lo general tienen una torsión helicoidal de las moléculas. Si el tono de este giro es del orden de la longitud de onda de la luz visible, interesantes efectos de interferencia óptica pueden ser observadas. La torsión quiral que se produce en fases quirales LC (del inglés: liquid crystals, cristales líquidos) también hace que el sistema responde de manera diferente a la luz polarizada circularmente (a la derecha y a la izquierda). Estos materiales por lo tanto se pueden utilizar como filtros de polarización.
Es posible que las moléculas de LC quirales produzcan mesofases esencialmente aquirales. Por ejemplo, en ciertos rangos de concentración y peso molecular, el ADN se formará una fase línea aquiral (en forma de hexágono). Una observación interesante es la formación de mesofases quirales a partir de moléculas de LC aquirales. En concreto, estas moléculas  (a veces llamados cristales líquidos plátano) se ha demostrado que son capaces de formar fases de cristal líquido que son quirales En cualquier muestra particular, varios dominios tendrán lateralidad opuesta, pero dentro de un dominio dado, tendrán uniones quirales fuertemente enlazadas. El mecanismo de aparición de esta quiralidad macroscópica aún no está del todo claro. Parece que las moléculas se alinean en capas y se orientan de manera inclinada hacia el interior de las capas. Estos cristales de fases líquidas pueden ser ferroelectrico o antiferroeléctrico y ambos son de interés para aplicaciones que se relataran en la siguiente sección.
La quiralidad también puede ser incorporada en una fase por la adición de un dopante quiral, que no pueden formar en sí las CL. (Efecto de campo nemático trenzado) o un Super-trenzado nemático que son mezclas que a menudo contienen una pequeña cantidad de estos dopantes.

## Aplicaciones de los cristales líquidos
Los cristales líquidos encuentran un amplio uso en pantallas, que dependen de las propiedades ópticas de ciertas sustancias cristalinas líquidas en la presencia o ausencia de un campo eléctrico. En un dispositivo típico, una capa de cristal líquido se encuentra entre dos "polarizadores" que se cruzan (orientado a 90 º entre sí). La alineación de cristal líquido se elige de manera que su fase relajada se entrelace. Esta fase trenzado reorienta la luz que ha pasado a través del primer polarizador, lo que permite su transmisión a través del segundo polarizador (y se refleja de vuelta al observador si se proporciona un reflector). Así pues, el dispositivo aparece transparente. Cuando un campo eléctrico se aplica a la capa de LC, los ejes moleculares largas tienden a alinearse en paralelo al campo eléctrico por lo tanto se crea una distorsión gradual en el centro de la capa de cristal líquido. En este estado, las moléculas de cristal líquido no se reorientan la luz, por lo que la luz polarizada en el primer polarizador se absorbe en el segundo polarizador, y el dispositivo pierde la transparencia al aumentar el voltaje. De esta manera, el campo eléctrico puede ser utilizado para hacer un interruptor de píxeles entre transparente u opaco. Sistemas de LCD de color utilizan la misma técnica, con filtros de color utilizados para generar color rojo, verde y azul.
Los láseres de cristal líquido mediante un cristal líquido en el medio láser estableciéndolo como si fuera un mecanismo de retroalimentación distribuida en lugar de los espejos exteriores. Emisión en una cristal fotónico creado por la estructura dieléctrica periódica del cristal líquido, lo cual, proporciona un dispositivo de alto rendimiento con emisión monocromática estable.
El vidrio inteligente es un polímero dispersado en dispositivos de cristal líquido mediante hojas y rollos disponibles respaldados por un adhesivo (también llamado película inteligente), que se puede aplicar a ventanas y mediante manipulación eléctrica permite elegir entre transparente y opaco proporcionando una privacidad deseada según se desee.
Muchos fluidos comunes, como el jabón, son, de hecho, cristales líquidos. El jabón forma una variedad de fases LC dependiendo de su concentración en el agua.